# Komod Pazik
Komod Pazik († 8. September 1878) war ein Häuptling des indigenen taiwanischen Volks der Sakizaya in Takubuwan und im Jahr 1878 Anführer der Sakizaya im Takobowan-Gefecht (oder Takubuwan-Gefecht; in der Sprache der Sakizaya: Takubuwa a kawaw; auf Kavalan: Lanas na Kabalaen; chinesisch: 加禮宛戰役). Nach der Schlacht wurden er und seine Frau Icep Kanasaw von der Qing-Armee mit der Foltermethode Lingchi getötet. 
Komod Pazik wurde von späteren Generationen der Sakizaya Lalebuhan (火神, Feuergott) genannt. Der Feuer-Kult der Sakizaya Palamal, das heutige größte Ritual der Sakizaya, soll sein Opfer betrauern.

## Hierarchie der Sakizaya
Während der Zeit der Qing-Herrschaft lebten die Sakizaya hauptsächlich in Takubuwan, was durch die Qing-Verwalter in Penny's Bay (竹窩灣) registriert wurde. Sie teilten sich aufgrund der zunehmenden Bevölkerung und des daraus folgenden Bedarfs der Landwirtschaft allmählich in sechs Hauptsiedlungen, Nabakowan, Cipawkan, Tamasaydan, Towapon, Pazik und die ursprüngliche Siedlung Takubuwan. Jede Siedlung hatte eine eigene Hierarchie, die aus Männern bestand und durch eine Altersrangfolge festgelegt wurde. Die Häuptlinge trafen sich in der gemeinsamen Führer-Sitzung (長老會議) und bestimmten die Politik innerhalb der Sakizaya-Gesellschaft. Komod Pazik war zum Zeitpunkt des Takobowan-Gefechts Oberhäuptling und Häuptling der Siedlung Takubuwan.

## Takobowan-Gefecht 1878
Das Takobowan-Gefecht bezeichnet den bewaffneten Konflikt zwischen den Sakizaya und den mit ihnen verbündeten Kavalan auf der einen und Qing-Truppen auf der anderen Seite. Dieses Ereignis endete damit, dass viele Kavalan und Sakizaya getötet wurden. Nach der Niederlage beschloss die Führer-Sitzung, dass Komod Pazik und seine Frau Icep Kanasaw zur feindlichen Armee gehen sollten, um zu kapitulieren. Er wurde schließlich von der Qing-Armee mit der Foltermethode Lingchi an einem Gadang-Baum in der Nähe de heutigen Tzuchi-Krankenhauses in Hualien getötet. Seine Frau Icep Kanasaw wurde auf einen der offenen Baumstämme gelegt, dessen zweite Hälfte darüber gelegt wurde, auf die die Soldaten sprangen. Icep Kanasaw wurde so vor Paziks Augen getötet. Es war eine öffentliche Hinrichtung, die um 9 Uhr begann und bis zum Sonnenuntergang dauerte. Den Amis und anderen Gruppen wurde befohlen, der Folter zuzusehen.
Das Takobowan-Gefecht und das Opfer von Komod Pazik waren der Wendepunkt für die Sakizaya. Ihnen wurde von der Führer-Sitzung mitgeteilt, sich den Amis anzuschließen, damit die Gruppe überleben konnte. Seit diesem Zeitpunkt verbargen sich die Sakizaya 129 Jahre lang unter den Amis.

## Palamal, der Feuer-Kult der Sakizaya

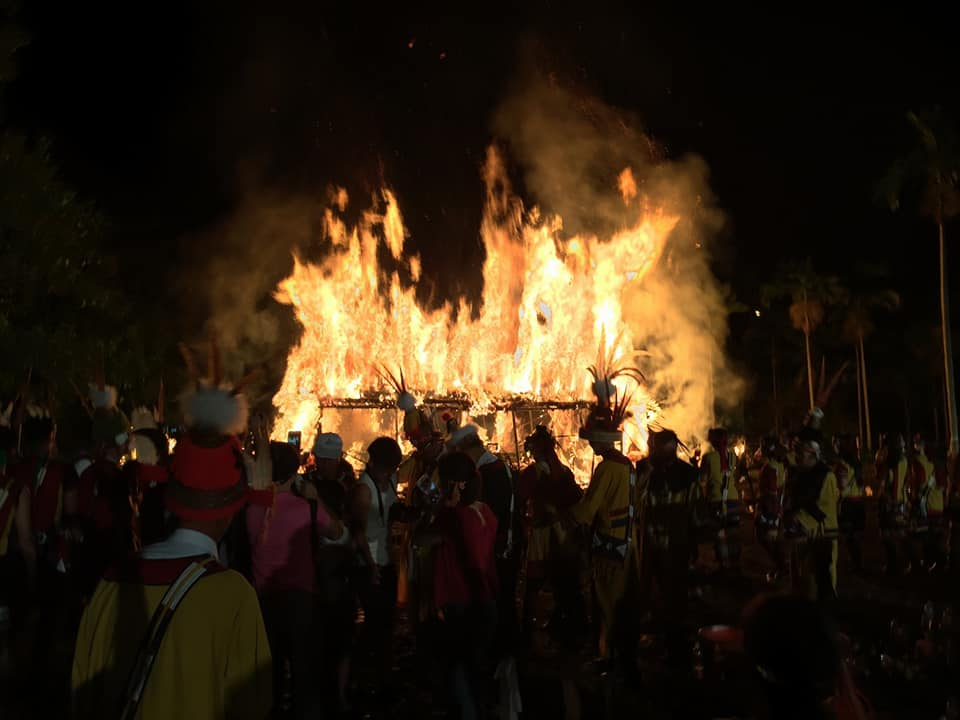
Palamal am 7. Oktober 2017

Seit 2008 veranstalten die Sakizayas ihr größtes Ritual Palamal, den Feuer-Kult, um die Feuerangriffe der Qing-Truppen zu rekonstruieren und Kumud Pazik als Lalebuhan (火神, Feuergott), seiner Frau und anderen Kämpfern der Sakizaya Respekt zu bekunden.